# Kangilinnguit
Kangilinnguit (duń. Grønnedal) – osada na południowo-zachodnim wybrzeżu Grenlandii, w gminie Sermersooq.
Według danych oficjalnych w 2011 roku mieszkało w niej 146 osób.

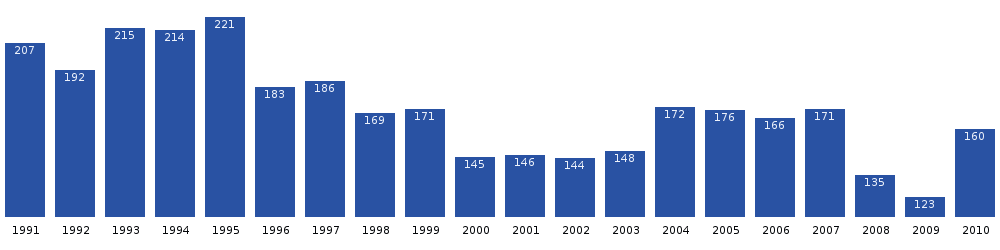
Populacja w latach 1991-2010

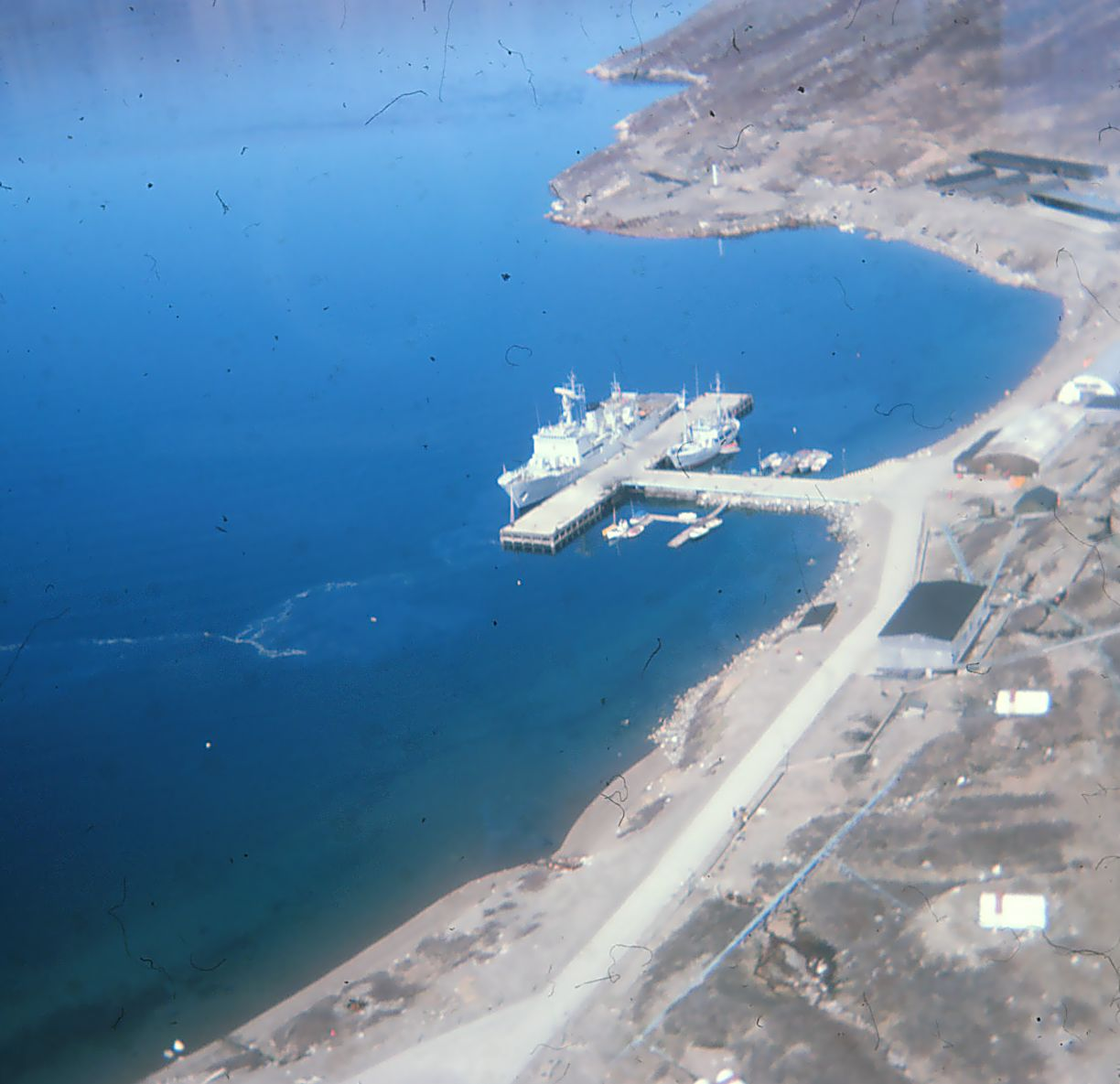
Kangilinnguit, 1977